# Vormilitärische Ausbildung
Vormilitärische Ausbildung bezeichnet in der Regel die Ausbildung von Kindern und Jugendlichen in Einzelfähigkeiten, die für eine spätere Verwendung als Soldat nützlich sind. Häufig ist diese Ausbildung auch vor dem Hintergrund einer anschließenden Ableistung der Wehrpflicht zu sehen.
Zu den gelehrten Fähigkeiten zählen beispielsweise:
- körperliche Ertüchtigung (Sport)
- Schießsport; Wurfsport (z. B. Handgranatenweit- und -zielwurf)
- Waffendrill und Exerzieren
- Ausbildung im Gelände (Leben im Gelände; Orientierungsläufe; Umgang mit Karte und Kompass etc.)
- politische Bildung
- allgemein Erwerben technischer im Militärwesen oft genutzter Fähigkeiten; z. B. Funkausbildung

Gebraucht wird der Begriff u. a. in Bezug auf
- Wehrkunde allgemein als Schulfach
- das Durchlaufen von Wehrertüchtigungslagern in der NS-Zeit
- die Wehrerziehung und Wehrunterricht in der DDR
- Militärischer Vorunterricht, Schweiz